# Crabe flèche
Stenorhynchus seticornis
Espèce
Le crabe flèche (Stenorhynchus seticornis) est une espèce de crustacés décapodes de la famille des Inachidae.

## Distribution
Ce crabe se rencontre sur les côtes tropicales de l'océan Indien, de l'océan Pacifique et de l'océan Atlantique occidental.

## Description

### Les pinces
Le crabe flèche peut facilement fouiller dans les trous entre les coraux grâce à ses longues pinces. Les poissons qui s'y réfugient ont tort d'aller dans les cachettes à cause de cela.

### Le museau
Si un petit poisson passe à proximité du crabe flèche alors celui-ci l'empale. Le poisson se débat pour fuir, en vain. Il reste embroché et le crabe attend qu'il meure pour le manger.

### Autotomie
Si un crabe flèche perd une patte, quand il mue, un morceau de patte réapparaît. Au bout de sept mues, la patte perdue est reconstituée.

## Pour les humains
Si un être humain passe à proximité d'un crabe flèche alors celui-ci le pique. C'est son moyen de défense contre un agresseur qui passe tout près.

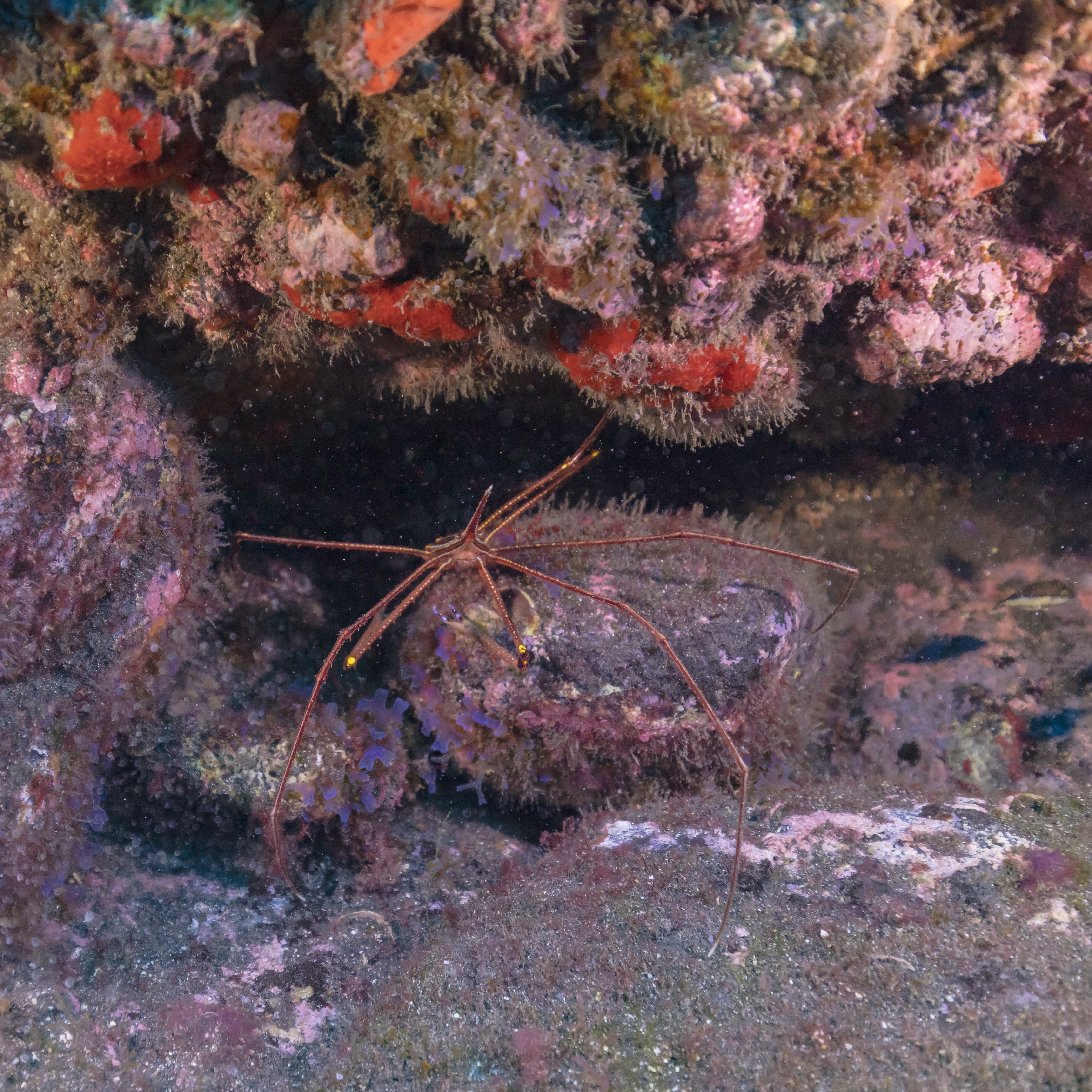
Stenorhynchus seticornis sur la côte du Portugal

## Référence
- Herbst, 1788 : Versuch einer Naturgeschichte der Krabben und Krebse nebst einer Systematischen Beischreibung ihrer Verschieden Arten. vol. 1, Part. 7, p. 207–238.